# Guillem d'Efak
Guillem Fullana i Hada d'Efak, conocido artísticamente como Guillem d'Efak (Asobla, Guinea Española, 23 de marzo de 1930-Palma de Mallorca, 15 de febrero de 1995), fue un cantante, escritor y actor hispano-guineano en lengua catalana.

## Biografía
Nació en Asobla, Río Muni (Guinea Española, hoy  Guinea Ecuatorial), el 23 de marzo de 1930, hijo de un funcionario colonial. A los tres años se estableció en Manacor, Mallorca, y en 1964 se trasladó a Barcelona donde vivió hasta 1980, año en que volvió a instalarse en Palma de Mallorca, donde trabajó como guía turístico. Durante su etapa en Barcelona abrió diversos cafés teatro —La Cova del Drac, La Cucafera— dedicados a la canción en catalán. Guillem d'Efak formó parte del movimiento de la Nova Cançó. Joan Manuel Serrat y Maria del Mar Bonet han grabado posteriormente alguna canción de su autoría, y Núria Feliu grabó un disco íntegro con letras de Efak y música de Antoni Parera Fons: Viure a Barcelona.

## Obra
Su obra se nutre de la música popular mallorquina, el blues y el jazz. Actuó en Andorra, Cataluña, Londres, Mallorca, Perpiñán y Zúrich. Grabó diversos discos con canciones propias y ajenas —Veu de Mallorca, Blues en sol cantat en mi, Balada d'en Jordi Roca, Cançó de Son Coletes, Cançó per les dones, etc.—
Como escritor cultivó la poesía en lengua catalana —El poeta i el mar (1965), Madona i l'arbre (1969), El poeta i la mina (1974), Erosfera (1982), el teatro (J.O.M. (1967), La mort de l'àvia (1968), Paisajexlindos (1988) y la narrativa —Les vacances d'en Jordi (1968) y La ponentada gran (1975).

## Discografía

### Álbumes de estudio
- Veu de Mallorca. Barcelona: Concèntric, 1965.
- Blues. Barcelona: Concèntric, 1965.
- Vell riu nostre. Barcelona: Concèntric, 1965.
- Nadal (col·lectiu). Barcelona: Concèntric, 1965.
- Plorant. Barcelona: Concèntric, 1965.
- Les cançons de Guillem d'Efak. Barcelona: Concèntric, 1966.
- El dimoni Cucarell. Barcelona: Concèntric, 1966.
- Plou i fa sol. Barcelona: Concèntric, 1966.
- Sa cançó de Son Coletes. Concèntric, 1967.
- Cançó per a les dones. Concèntric, 1968.
- Lluc i el poble. Palma: Blau, 1974.
- Guillem d'Efak. Discografia completa. Palma: Blau, 1997.
- Poeta en bicicleta. Palma: Blau, 1998.
- Guillem d'Efak. Selecció de Cançons. Palma: Blau, 2010.
- Siau qui sou!, 2011.

## Libros

### Poesía
- El poeta i la mar. Palma. La Font de les Tortugues (1956).
- El poeta i la mina. Palma (1966).
- Madona i l'arbre. Barcelona. Proa. Aymà (1970).
- El regne al mig del mar. Palma. Autoeditada (1980).
- Erosfera. Poema i contrapunt. Manacor. Casa de Cultura (1982).
- Poeta en bicicleta. Manacor. Casa de Cultura. Caixa de Balears (1984).
- Poemes, cobles i cançonetes. Manacor. Sa Nostra (1994).
- Tampoc el foc. Palma. ERC (1995).
- Capellet de vidre. Palma de Mallorca. Caixa de Balears (1995).
- El món-paisatges. El darrer quadern. Binisalem. Di7 (1997).
- Madona i l'arbre i altres poemaris. Palma de Mallorca. Consejo Insular de Mallorca (2005).
- Rondalla de rondalles (con Antoni Parera Fons) (ópera, inacabada).
- Obra poètica. Pollensa. El Gall (2016).

### Narrativa
- Cançó i conte del dimoni Cucarell. Barcelona. Edebé (1977) (infantil).
- Les vacances d'en Jordi. Barcelona. Cavall Fort (1968).
- Tomeu, el pescador. Barcelona. L'Infant (1968).
- La ponentada gran. Manacor. Ajuntament (1979).
- El regne al mig del mar. Palma. Serveis de Cultura del Poble (1982).

### Teatro
- Els de fora.
- La mort de l'àvia.
- La pau dels pobres.
- Paisajexlindos.
- El dimoni Cucarell. Barcelona. Don Bosco (1978).
- Fum, fam, fems (Nadala per a teresetes). Palma. Moll (1988).
- Teatre. Pollensa. El Gall (2000).
- Gimnèsies i Pitiüses (El regne al mig del mar). Pollensa. El Gall (2005).

### Traducciones
- Walter Scott: Ivanhoe. Barcelona: Bruguera, 1975; Orbis, 1999; Edhasa, 2007.

## Premios
- Artur Martorell 1965 por el disco El Dimoni Cucarell.
- Sant Jordi d'Or 1967 por Plou i fa sol.
- Carles Riba 1969 por Madona i l'arbre.
- Premios literarios Ciudad de Palma, 1973 por su nueva versión en dos actos de J.O.M.

### Citas
1. 1 2 3 4 5 6 7 8  «Guillem d’Efak». Enciclopèdia.cat (en catalán). Consultado el 6 de abril de 2018.
2. ↑  Mestre i Sureda, Bartomeu (1997). Balada d'en Guillem d'Efak (en catalán) (1.ª edición). Palma: Edicions Documenta Balear. ISBN 8489067279. OCLC 39162443.